# Bernard Reedy
Bernard Northern Reedy  (* 31. Dezember 1991 in St. Petersburg, Florida; Spitzname: Speedy Reedy) ist ein US-amerikanischer American-Football- und Canadian-Football-Spieler. Er spielte auf der Position des Wide Receivers und Return Specialists für die Tampa Bay Buccaneers in der National Football League (NFL). 2020 stand er bei den Calgary Stampeders aus der Canadian Football League unter Vertrag.
Reedy gilt als sehr schneller Spieler, der Talent hat sich aus der Deckung zu lösen.

## Karriere

### College
Von 2010 bis 2013 besuchte Reedy die University of Toledo, wo er für die Toledo Rockets College Football spielte. In seinem ersten Jahr fing er fünf Pässe für 32 Yards und erlief bei acht Läufen 35 Yards und zwei Touchdowns. Als Sophomore war er Starter. Er fing 40 Pässe für 738 Yards und neun Touchdowns. Beim 42:41-Sieg gegen die Army im Military Bowl wurde er zum MVP gewählt.
Als Junior wurde er ins First-team All-MAC auf der Position des Punt Returners und Wide Receivers gewählt und ins Second-team All-MAC als Kick Returner. Er fing 88 Pässe für 1.113 Yards und sechs Touchdowns. Er returnte einen Punt und drei Kickoffs zum Touchdown. Reedy wurde in drei aufeinanderfolgenden Wochen zum MAC West Special Teams Player of the Week. Im Spiel gegen die Eastern Michigan Eagles stellte er mit 406 Yards den Schulrekord für All-Purpose-Yardage (erzielter Raumgewinn durch Lauf, Fang und Return) auf.
Insgesamt fing er 195 Pässe für 2.743 Yards und 23 Touchdowns und lief 30 mal für 153 Yards und zwei Touchdowns. 76 Kickoffs trug er für 1.800 Yards und drei Touchdowns, 29 Punts für 317 Yards und einen Touchdown zurück.

### NFL
Nachdem Reedy im NFL Draft 2014 nicht ausgewählt wurde, verpflichteten ihn die Atlanta Falcons. Er verbrachte die Saison 2014 auf dem Practice Squad und wurde nach dem Ende der Preseason 2015 entlassen.
Am 4. Februar 2016 verpflichteten die Tampa Bay Buccaneers Reedy. Aufgrund einer Verletzung wurde er nach der Preseason entlassen. Im Dezember 2016 wurde er für den Practice Squad wiederverpflichtet und später sogar in den Hauptkader befördert. Er sah jedoch keine Spielzeit. In der folgenden Saison schaffte er den Sprung in den 53-Mann-Kader von Beginn an. Er war der primäre Punt Returner. Er returnte 14 Punts für 143 Yards und sieben Kickoffs für 145 Yards.
Am 22. November 2017 verpflichteten die New England Patriots Reedy für ihren Practice Squad. Er wurde am 2. Dezember 2017 in den aktiven Kader berufen und erzielte in zwei Spielen vier Punt Returns für 32 Yards. Nach den beiden Spielen wurde er entlassen. Am 17. Januar 2018 wurde er wiederverpflichtet und schaffte es mit den Patriots in den Super Bowl LII. Am 7. März 2018 wurde Reedy entlassen.
Am 23. Mai 2018 verpflichteten die Buccaneers erneut Reedy. Am 2. September 2018 wurde er entlassen.
Am 2. Oktober 2018 verpflichteten die Arizona Cardinals Reedy für ihren Practice Squad. Nach zwei Wochen wurde er entlassen.
Am 6. November 2018 wurde Reedy von den Buccaneers erneut für den Practice Squad verpflichtet.

### XFL
Anfang Januar 2020 wurde Reedy von den New York Guardians aus der XFL verpflichtet. Am 22. Januar 2020 wurde er entlassen.

### CFL
Am 20. März 2020 verpflichteten die Calgary Stampeders Reedy. Im Juli 2021 wurde er entlassen.

## Persönliches
Nach seiner Entlassung bei den Falcons begann er als Krankentransportfahrer für eine Hilfsorganisation zu arbeiten. Er führt diese Tätigkeit während der Offseason fort.